# John L. Nelson
John Lewis Nelson (29. června 1916 – 25. srpna 2001), známý jako Prince Rogers, byl americký jazzový hudebník a skladatel. Byl otcem amerických zpěváků Prince a Tyky Nelsonové. Byl spoluautorem některých písní svého syna.

## Život
Narodil se ve Webster Parish v Louisianě Carrie a Clarenci Nelsonovím. Měl čtyři sourozence.
V roce 1948 odjel do Minneapolisu. Začal hrát na klavír a jako své umělecké jméno si zvolil „Prince Rogers“. S místními hudebníky založil kapelu The Prince Rogers Trio.
V roce 1956 se na výstavě v severní části Minneapolisu seznámil s jazzovou zpěvačkou Mattie Dellou Shaw. Ta se následně stala zpěvačkou jeho hudební skupiny. Z předchozích vztahů měla syna Alfreda Franka Alonza Jacksona. V srpnu 1957 se spolu vzali. Pár měl další dvě děti, Prince a Tyku Nelsonovou. Rozešli se v roce 1965 a oficiální rozvod proběhl 24. září 1968.
Velkou část kariéry strávil ve své hudební skupině. Když se proslavil jeho syn Prince, tak pro něj začal psát písně.
Zemřel 25. srpna 2001 ve věku 85 let ve svém domě v Chanhassenu ve státě Minnesota.
Jeho syn Prince mu věnoval píseň „A Case of U“ od Joni Mitchellové, která se nachází na jeho albu One Nite Alone....

## Spolupráce s Princem
- „Father’s Song" a „Purple Rain Cues" z filmu Purple Rain (1984)
- „Computer Blue" z alba a filmu Purple Rain (1984)
- „Around the World in a Day" a „The Ladder" z alba Around the World in a Day (1985)
- „Christopher Tracy’s Parade" a "Under the Cherry Moon" z alba Parade (1986)
- „Under the Cherry Moon Cues" z filmu Under the Cherry Moon (1986)
- „Scandalous!" z alba a filmu Batman (1989)